# Placówka Straży Celnej II linii „Krzepice”

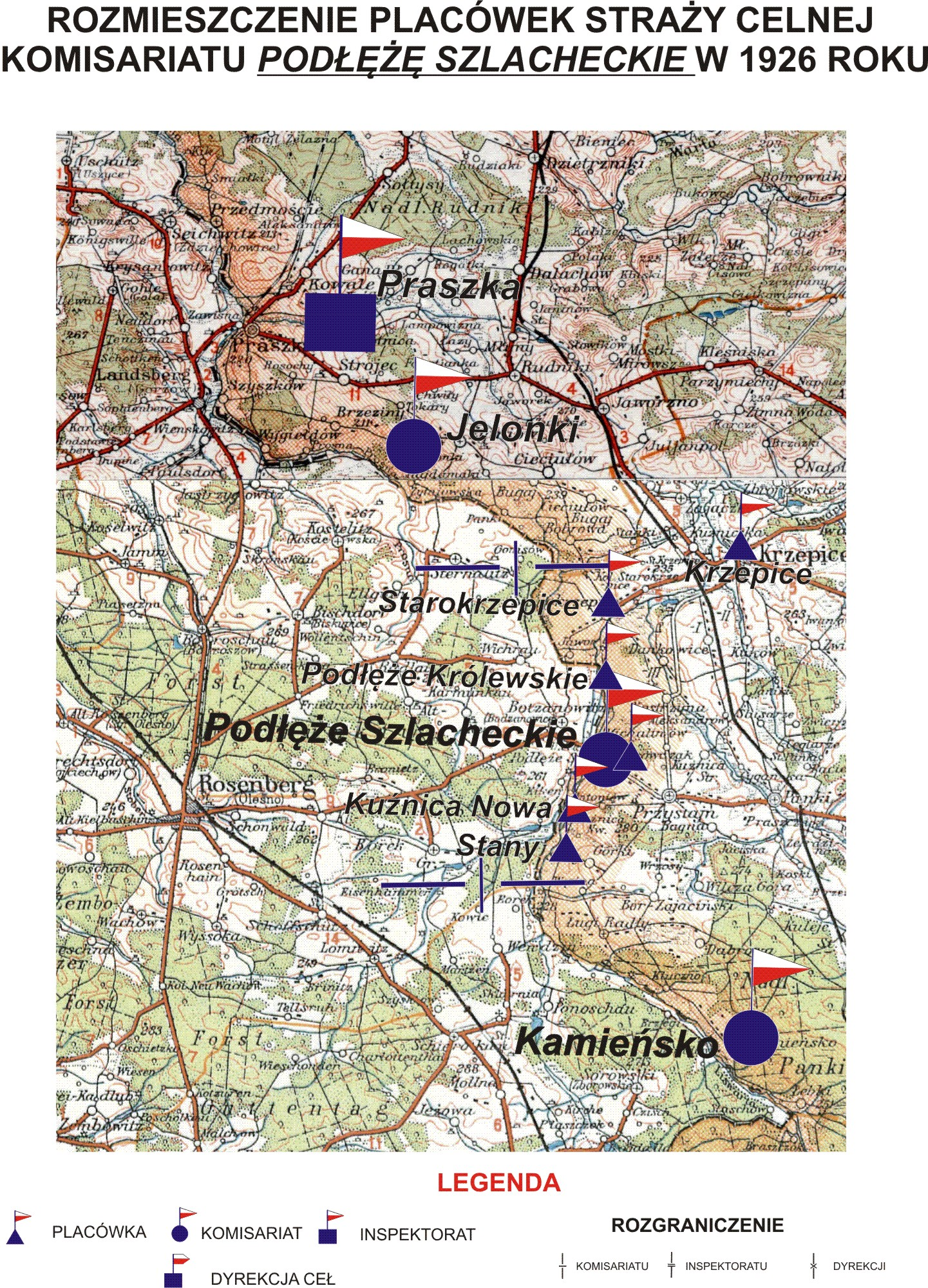
Rozmieszczenie placówek SC Komisariatu Podłęże Szlacheckie w 1926

Placówka Straży Celnej II linii „Krzepice” – jednostka organizacyjna Straży Celnej pełniąca w okresie międzywojennym służbę ochronną na granicy polsko-niemieckiej.

## Formowanie i zmiany organizacyjne
Na wniosek Ministerstwa Skarbu, uchwałą z 10 marca 1920 roku, powołano do życia Straż Celną. Od połowy 1921 roku jednostki Straży Celnej rozpoczęły przejmowanie odcinków granicy od pododdziałów Batalionów Celnych. Proces tworzenia Straży Celnej trwał do końca 1922 roku. Placówka Straży Celnej „Krzepice” weszła w podporządkowanie komisariatu Straży Celnej „Podłęże Szlacheckie” z Inspektoratu SC „Praszka”.
W drugiej połowie 1927 roku przystąpiono do gruntownej reorganizacji Straży Celnej. W praktyce skutkowało to rozwiązaniem tej formacji granicznej. Ochronę północnej, zachodniej i południowej granicy państwa przejęła powołana z dniem 2 kwietnia 1928 roku  Straż Graniczna.
Rozkazem nr 11 z 9 stycznia 1930 roku w sprawie reorganizacji Wielkopolskiego Inspektoratu Okręgowego komendant Straży Granicznej płk Jan Jur-Gorzechowski ustalił numer i nową organizację komisariatu SG „Panki”. 
Placówka Straży Granicznej II linii „Kłobuck” podlegająca służbowo oficerowi wywiadowczemu IG „Wieluń”, a gospodarczo komisariatowi SG „Panki”, wystawiała posterunek informacyjny Straży Granicznej „Krzepice”.

## Funkcjonariusze placówki
Kierownicy placówki
| stopień  | imię i nazwisko, numer | okres pełnienia służby | kolejne stanowisko |
| -------- | ---------------------- | ---------------------- | ------------------ |
| strażnik | Bronisław Jurgoś (691) | był w 1926             |                    |

Obsada personalna placówki w 1926:
- strażnik Bronisław Jurgoś (691)
- strażnik Szczepan Kryślewicz (694)
- strażnik Władysław Krzywiński (739)